# Izaak Eliasberg

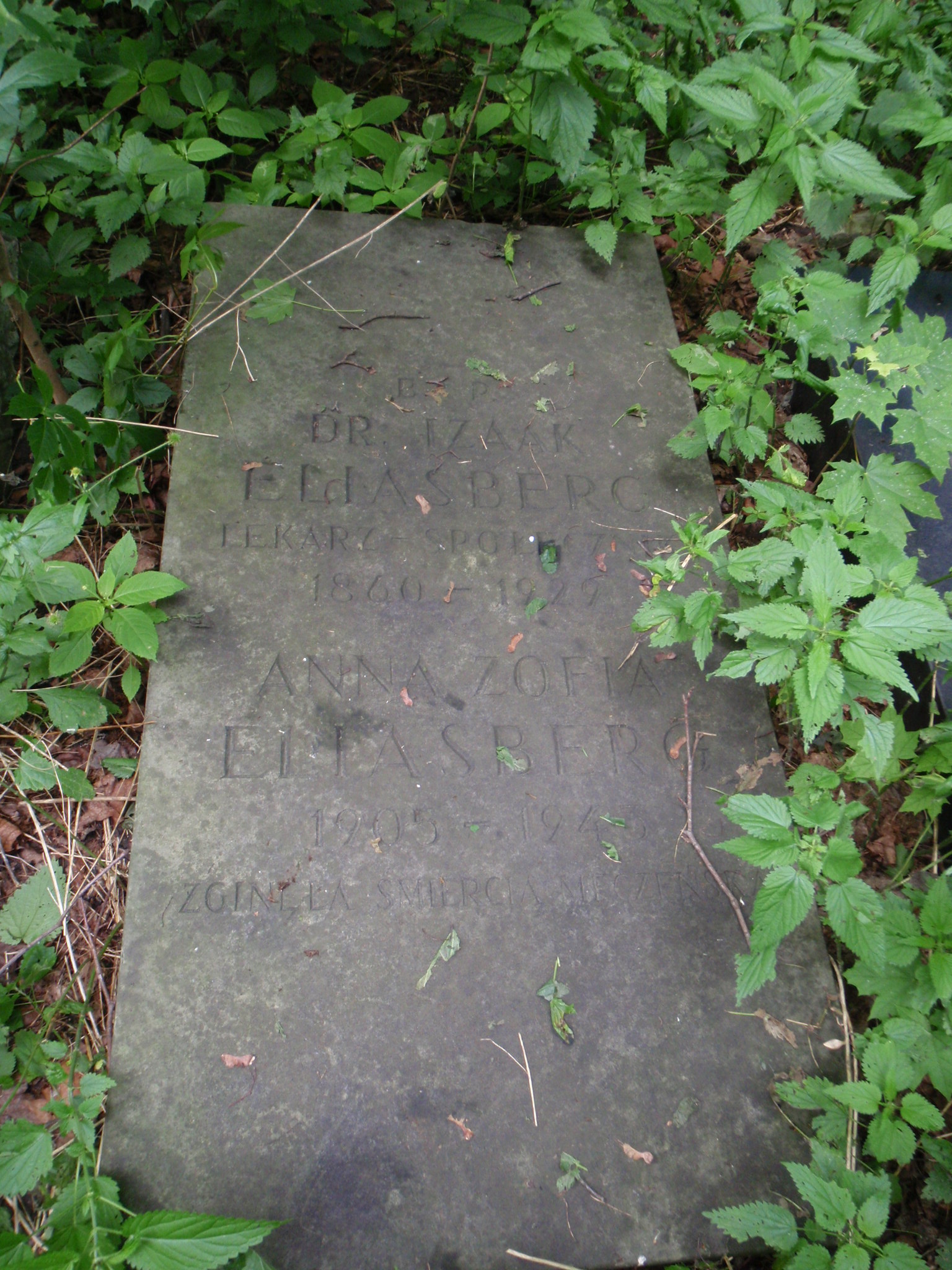
Grób Izaaka Eliasberga na cmentarzu żydowskim w Warszawie

Izaak Eliasberg (ur. 1860, zm. 1929 w Warszawie) – polski lekarz i działacz społeczny żydowskiego pochodzenia.

## Życiorys
Był prezesem towarzystwa Pomoc dla Sierot i przewodniczył Komisji Budowy Domu Sierot. Pracował w Szpitalu Dziecięcym Bersohnów i Baumanów w Warszawie, gdzie poznał Janusza Korczaka. Był jego bliskim współpracownikiem i przyjacielem, zaś Korczak uważał go za swojego zawodowego mistrza.
Jego żoną była Stella Eliasberg. Pochowany jest na cmentarzu żydowskim przy ulicy Okopowej w Warszawie (kwatera 24, rząd 2).